# 馬塞盧斯鎮區 (密歇根州)
馬塞盧斯鎮區（英語：Marcellus Township）是位於美國密歇根州卡斯縣的一個行政鎮區。

## 地方資料
馬塞盧斯鎮區的面積為90.30平方千米，當中陸地面積為86.00平方千米，而水域面積為4.30平方千米。根據2020年美國人口普查的數據，當地共有人口2401人，而人口密度為每平方千米26.59人。